# Sexo dos anjos
Sexo dos anjos é uma referência a debates teológicos que ocorriam em Constantinopla, inclusive nos momentos que precederam a sua queda diante dos turcos otomanos.
A expressão discutir o sexo dos anjos ganhou o significado de perder tempo discutindo um assunto absolutamente inútil e impossível de ser determinado, quando existem problemas mais importantes.

## Origem do termo
Na Idade Média as pessoas acreditavam que o clero sempre tinham as soluções para tudo. Entanto no século XV, por exemplo, uma reunião de autoridades clericais acontecia na cidade de Constantinopla. Enquanto debatiam diversos temas de ordem teológica e religiosa, os otomanos empreenderam os violentos ataques que determinaram a perda daqueles territórios controlados por cristãos.

Em uma situação destas, muitas pessoas podiam imaginar que os clérigos estavam ali discutindo para decidir questões de grande urgência e relevância. Contudo, os documentos da época revelaram que, entre outras coisas, os religiosos ali presentes discutiam se os anjos tinham ou não tinham um sexo. Ao fim do embate, ninguém conseguiu chegar a uma conclusão segura.